# Лакеноа
Лакеноа (ориг. име: Laekenois) је један од варијетета белгијског овчара, али и најређи међу њима. Име потиче од белгијске општине Лакен. Остали варијетети су малиноа, гренендал и тервирен.
Међународна кинолошка федерација, аустралијски национални кинолошки савез, канадски кинолошки савез, кинолошки савез Велике Британије и уједињени кинолошки савез признају белгијског овчара као једну расу са четири варијетета.
Амерички кинолошки савез и новозеландски кинолошки савез признају лакеноу (као и остале варијетете белгијског овчара) као засебне расе.

## Основно
- Мужјак
  - Висина од 61 до 66 цм
  - Тежина од 25 до 30
- Женка
  - Висина од 56 до 61 цм
  - Тежина од 20 до 25

## Карактеристике пса

### Нарав
Белгијска лакеноа је веома бистар и послушан пас. Одлучан је и поседује изражене заштитничке и територијалне инстинкте. Потребна му је социјализација како не би постао стидљив и осетљив. Потребан им је искусан власник који је чврст, али не груб. Власник треба да показује самоуверен, природан ауторитет над псом. Лакеноа је добра са децом ако се правилно социјализује. Овом псу је неопходно да буде уз породицу а не затворен у штенари. Потребно им је вођство, свакодневна вежба и друштво.

### Општи изглед
Белгијски овчар је пас средње величине, пропорционалне грађе. Очи су средње велике, бадемасте, браонкасте боје, по могућству тамне. Уши су високо усађене, једнакостранично троугласте и напето усправне одговарајуће њиховој величини. Реп је добро усађен, у основи дебео и средње дуг. У мировању висеће ношен и у висини скочних зглобова, на свом крају прави благ завијутак уназад. Приликом кретања ношен подигнуто, а завијутак на врху се исправи.
Лакеноа спада у оштродлаки варијетет белгијског овчара. Распознавајући знаци су оштрина и сувост длаке, која је разбарушена. Дужина длаке на целом телу је 6 цм. Длака не сме бити на њушци нити око очију тако дуга да псу даје изглед бријара или барбеа. Њушка мора бити безусловно богато одлакана. На репу не сме бити застава. Лакеноа има оштру (храпаву) длаку, лавља боја са карбонизирајућим пресјајем, основно на њушци и репу.
Грешке: Предуга, свиласта длака, таласаста или прекратка длака. Пуно упредене длаке, у облику „струка", предуга длака око очију, око и испред главе, жбунаст реп.

## Нега и здравље
Оштру длаку Лакеное је једноставно одржавати. Потребно је недељно четкање како би се уклониле мртве длаке. Иако се лакеноа малтене лиња целе године, током сезонског израженијег лињања биће потребно чешће четкање. Ако се редовно четка, лакеноу је ретко потребно купати. Потребно је подрезивати нокте по потреби, као и одржавати уши (да буду чисте и суве) како би се спречиле инфекције. Такође је веома важна и хигијена зуба (редовно прање зуба).
Што се тиче здравља, лакеноа се налази у истом кошу са остала три варијетета белгијског овчара. Генерално је здрава и отпорна раса и нема већих здравствених проблема. Ретко се могу јавити кожне алергије, проблеми са очима, дисплазија кука и лактова.